# Бела смрча
Бела смрча (лат. Picea glauca) такође позната и као канадска смрча, мачја смрча или западна бела смрча, врста је смрче која расте у северним умереним шумама и тајгама Северне Америке, а раније је била присутна на подручјима од централне Аљаске, преко централне и јужне Канаде, до полуострва Авалон у Њуфаундленду. Данас се ова врста одомаћила и јужно до северних граница савезних држава САД попут Монтане, Минесоте, Висконсина, Мичигена, Вермонта, Њу Хемпшира и Мејна, а постоји и изолована популација у Блек Хилсу у Јужној Дакоти и Вајомингу.